# Ginesta d'escombres
La ginesta d'escombres o gódua (Cytisus scoparius) és un arbust caducifoli, lleguminós, de la família de les Fabàcies. Cytisus scoparius viu a gran part d'Europa, de la península Ibèrica fins al Regne Unit i Àsia occidental. A Catalunya es coneix popularment com a ginesta d'escombres, gódua, argelaga, ginestell, ginesta borda o ginesta de muntanya.

## Etimologia
S'han donat molts noms locals diferents a l'espècie, broom (en anglès), escoba verde..., entre d'altres, en referència a l'hàbit de fer escombres de la planta, i el nom del gènere Sarothamnus, que anteriorment va ser assignat també per aquest ús de la planta, és format del significat de la paraula grega ‘escombrar' i ‘un arbust'. El nom específic, scoparius, també és tret de scopa del llatí, que vol dir escombra, amb el sufix indicatiu -arius; en llatí scoparius és també el nom de l'escombriaire. El nom genèric Cytisus, com es diu, és un canvi del nom d'una illa grega, Cythnus, on la ginesta n'era abundant (kutisus en grec és un tipus de trèvol, cosa que també es podria relacionar amb el gènere).

## Distribució i Ecologia

### Distribució mundial
Es troba majoritàriament a gran part d'Europa, Àsia occidental i arriba fins a les Illes Britàniques i sud d'Escandinàvia, a l'est a Polònia i Romania. Està molt estès a la península Ibèrica (arriba fins a les Illes Canàries).

### Distribució al Principat
Es pot trobar Cytisus scoparius a gran part de Catalunya, sobretot a la zona dels Pirineus i en llocs propers al Mediterrani.

### Hàbitat
Es desenvolupa en llocs assolellats, normalment en terres seques i sorrenques a determinades altituds (des d'uns 200m fins a uns 2000m d'altitud); viu als clars de sòl fresc i més o menys profund. Es pot localitzar a marges de camins, en terrenys de matolls silícics o als calcaris molt rentats, juntament amb fagedes, pinedes, etc. Al sud creix només a les muntanyes, però al nord baixa quasi fins al nivell del mar. En alguns llocs a fora de la seva àrea nativa s'ha convertit en una espècie invasiva ecològicament perjudicial.

## Descripció
- Forma vital de Raunkjaer: Nanofaneròfits, tenen les gemmes persistents situades a menys de 2 m d'altura.
- Port i dimensions : La ginesta és un arbust que té una alçada d'1 a 3m, rarament 4m. Les branques principals tenen un diàmetre que oscil·la d'entre 5 a 10cm. És un arbust molt ramificat al port colonial, a les tiges verdes anguloses, a les petites fulles superiors, simples, sèssils i lanceolades o compostes i trifoliades, mesurant de 5 a 15mm de longitud.
- Òrgans vegetatius: Presenta rel axonomorfa i com altres fabàcies, les arrels permeten enriquir el sòl per fixació de nitrogen.

La tija és llenyosa amb emergències espinoses. Produeix nombroses branques llargues, directes i primes, verdes, resistents i molt flexibles. Aquestes branques es disposen en forma de fascicles grans i propers.
- Morfologia: Les fulles tenen una forma del limbe entre el·líptica i oblonga, així com un àpex agut i la base atenuada. La divisió del marge, al tractar-se de fulles compostes (normalment), són trifoliades, i tenint en compte una sola fulla, té una divisió del marge entera i nervadura pennada. Tenen una textura herbàcia i una disposició alternada damunt la tija. A més, presenta indument pubescent. A banda i banda de la base del pecíol té estípules, apèndixs generalment foliacis. Presenta carena corbada, subfalciforme i branques assimiladores fortament estriades.
- Òrgans reproductors:

A la primavera, es cobreix completament d'una multitud de flors grogues oloroses (floreix d'abril a juny), de 15-20mm d'amplada i de 20-30 mm de longitud. Les flors són hermafrodites, zigomorfes, pentàmeres, hipògines i de color groc molt vistós. La inflorescència és un raïm. Presenta pol·linització entomòfila. La flor, d'estructura complexa i desproveïda de nèctar, està tancada fins que sigui visitada per l'insecte i després resta oberta. Al final de l'estiu, les seves siliqües "oblongues" de 2-3cm de longitud, 8 mm d'ample i 2-3 mm de gruix, es fan negres, esclaten amb un soroll sec i escampen les seves llavors al voltant de la planta mare.
A la gódua, l'estigma està enmig dels estams més llargs i quan una abella visita la flor, aquells més curts fan una mena d'explosió i dispersen el pol·len sobre l'abella, que prem sobre els laterals tancats del pètal de la quilla. Hi a una segona explosió i l'estil, horitzontal amb un final aplanat sota l'estigma, es cargola cap a dins, formant més d'una volta en espiral. El periant presenta una corol·la papilonàcia, és a dir, dialipètala i zigomorfa i de color groc molt viu. Consta de cinc pètals, un estendard (més gran que els altres pètals) glabre, dues ales i la quilla, que estan molt propers entre ells. El calze és bilabiat, acampanat.
Pel que fa a l'androceu, aquest és monadelf amb 10 estams (4 de llargs, 1 mitjà i 5 curts, els llargs i un dels curts amb anteres dorsifixes, el mitjà i 4 de curts amb anteres basifixes), tub estaminal oblic (quasi com el calze), i el gineceu és unicarpel·lar, amb marge pilós, ovari súper i estil enrotllat en espiral i ciliat a la part inferior.

## Farmacologia

### Droga
S'utilitza principalment la summitat aèria. Es pot fer servir la droga polvoritzada, per infusions, extracte de fluid, tintures.

### Composició química
- Alcaloides quinolizidínics (0.5-1,6%), principalment esparteïna, 11-12-deshidro-esparteina, 17-oxo-esparteina, lupanina, alfa-isoesparteina.
- Amines. Tiramina (0.13-2% a les flors), epinina, dopamina.
- Flavonoides. Espirasòsid, isoquercitrina, escoparina.
- Isoflavonoides. Genisteia, sarotamnoid.

Els alcaloides es localitzen principalment en el tall; als altres òrgans es troba sobretot sobre l'epidermis i la subepidermis. La droga conté cumarines, derivats de l'àcid cafeïc i part d'olis essencials. A les llavors hi ha lectines.

### Usos medicinals
Es va començar a utilitzar en medicina per la propietat diürètica de les flors, per tractar la hidropesia, edemes i obstruccions de melsa i fetge. Però, a part de les seves virtuts diürètiques, que avui se sap que són degudes a la riquesa en flavonoides de les flors, la seva aplicació principal és per l'obtenció de l'alcaloide esparteïna, que té una acció indirecta sobre el cor. L'esparteïna és un antiarítmic i cardiotònic. També és un estimulant de les fibres de l'úter (acció oxitòcica). En casos d'hipotensió arterial, s'han comprovat efectes normalitzadors, actuant com a hipertensor.

### Toxicitat
La planta conté amines (tiramina, dopamina), flavonoïdes (genetoside, spiracoside i scoparoside, entre altres) i alcaloides. Entre els alcaloides (una vintena en total) se citarà l'esparteïna, majoritari en les branques, i la lupanina majoritària a les llavors, però també l'ammodendrina i el hidroxilupanina.
Tradicionalment s'utilitzava la flor com a diürètic i per al tractament dels trastorns circulatoris (la presència de flavonoides explica aquest ús). Les branques són collides per extreure'n l'esparteïna per a les necessitats de la indústria farmacèutica. Aquest alcaloide posseeix diferents propietats farmacològiques: té un efecte regulador sobre els intervals cardíacs (de fet, sostreu el cor de la influència del sistema nerviós vegetatiu), és doncs, indicat per al tractament de l'eretisme cardíac. Per la seva activitat oxitòcica (augmenta les contraccions de l'úter), es pot fer servir, sota forma injectable, per posar en marxa un part (és abortiu de manera potencial, per tant, està contraindicat en cas d'embaràs). De la mateixa manera, estarà contraindicat en casos d'hipertensió arterial, degut a la lleugera activitat hipertònica.

## Administració
S'han de veure les precaucions, efectes secundaris.
Infusió (flors): posar una cullerada de cafè de droga triturada finament amb aigua bullent. Deixar en infusió durant uns 10 minuts i filtrar.

## Observacions

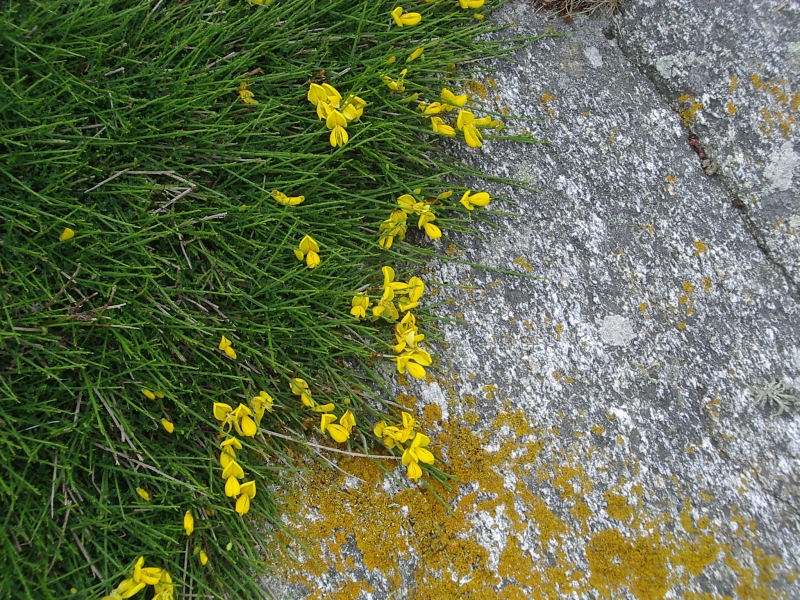
Branques de Cytisus scoparius

La fabricació d'escombres (d'aquí el seu nom) ha estat important a tot l'oest de França. Era igualment utilitzat en substitució de la canya a certes muntanyes, per cobrir teulades.
S'ha introduït a uns quants altres continents a fora de la seva gamma nativa i es classifica com una espècie invasora nociva a Califòrnia i el Nord-oest Pacífic a Amèrica del Nord, Austràlia i Nova Zelanda. El creixement prolífic d'aquesta espècie després de la recol·lecció d'arbreda inhibeix la reforestació competint amb els arbres de llavor. Es conrea àmpliament com a planta ornamental.

## Galeria d'imatges

### Il·lustracions de la planta i detalls de les fulles

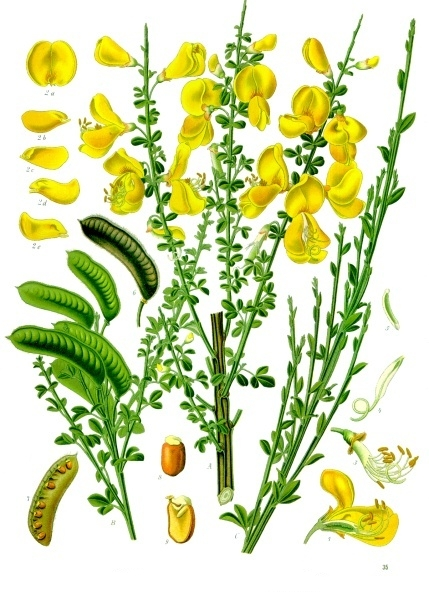
Il·lustració de la gódua de Koehler's Medicinal Plants. (1887)
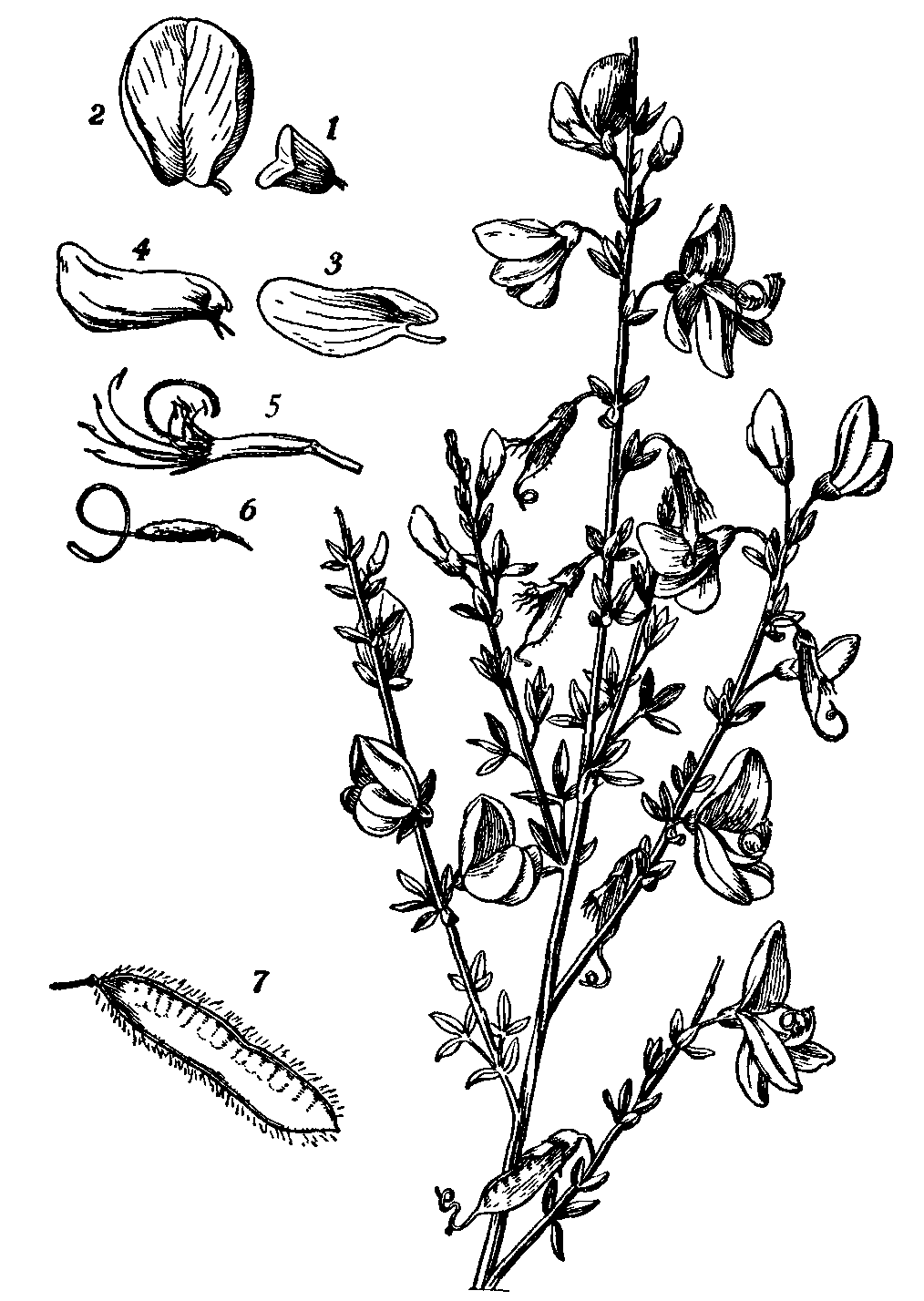
Il·lustració de 1911 de la Encyclopædia Britannica.

### Imatges de la planta en general i detall de la flor

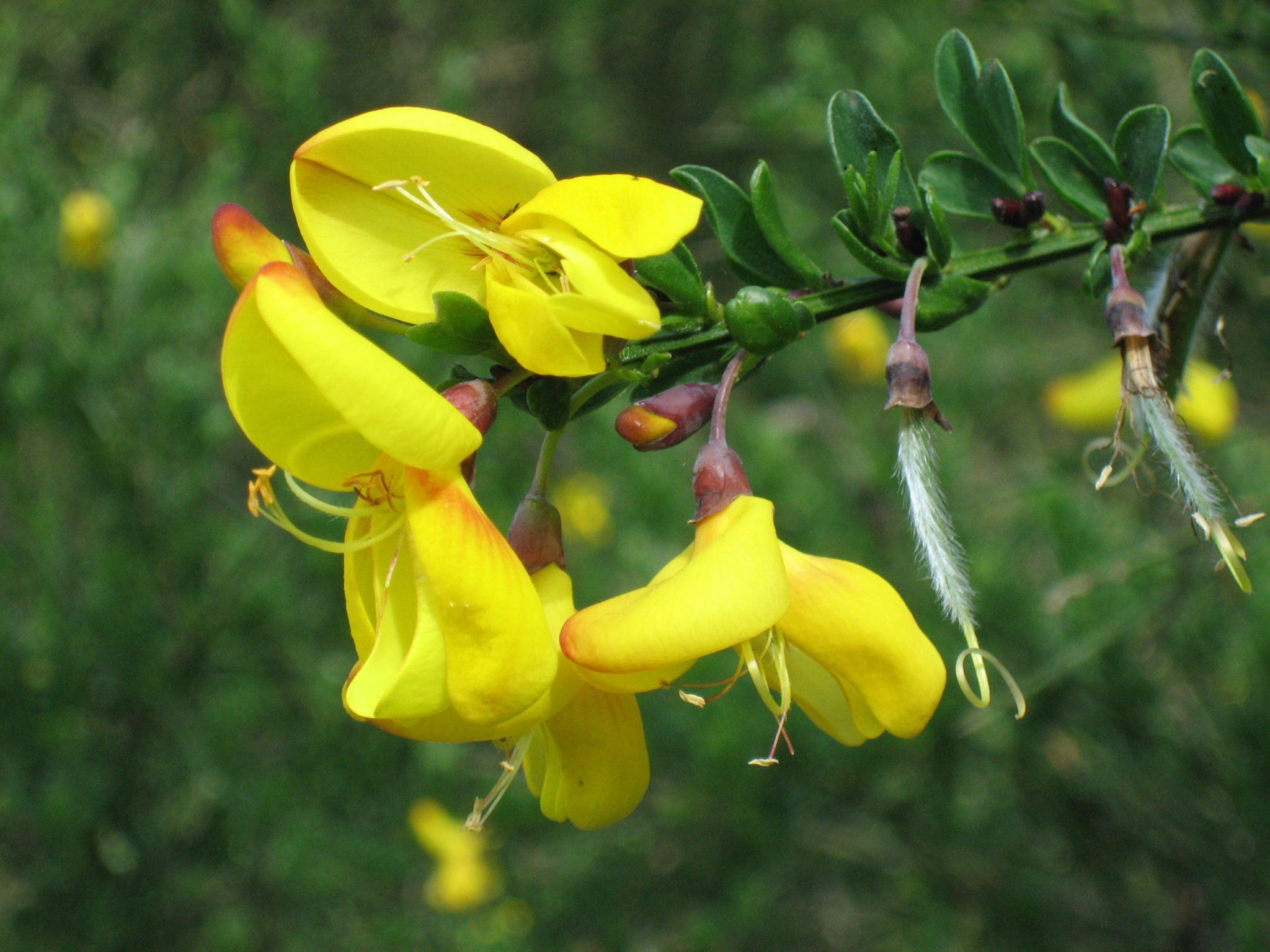
Estil enrotllat en espiral.
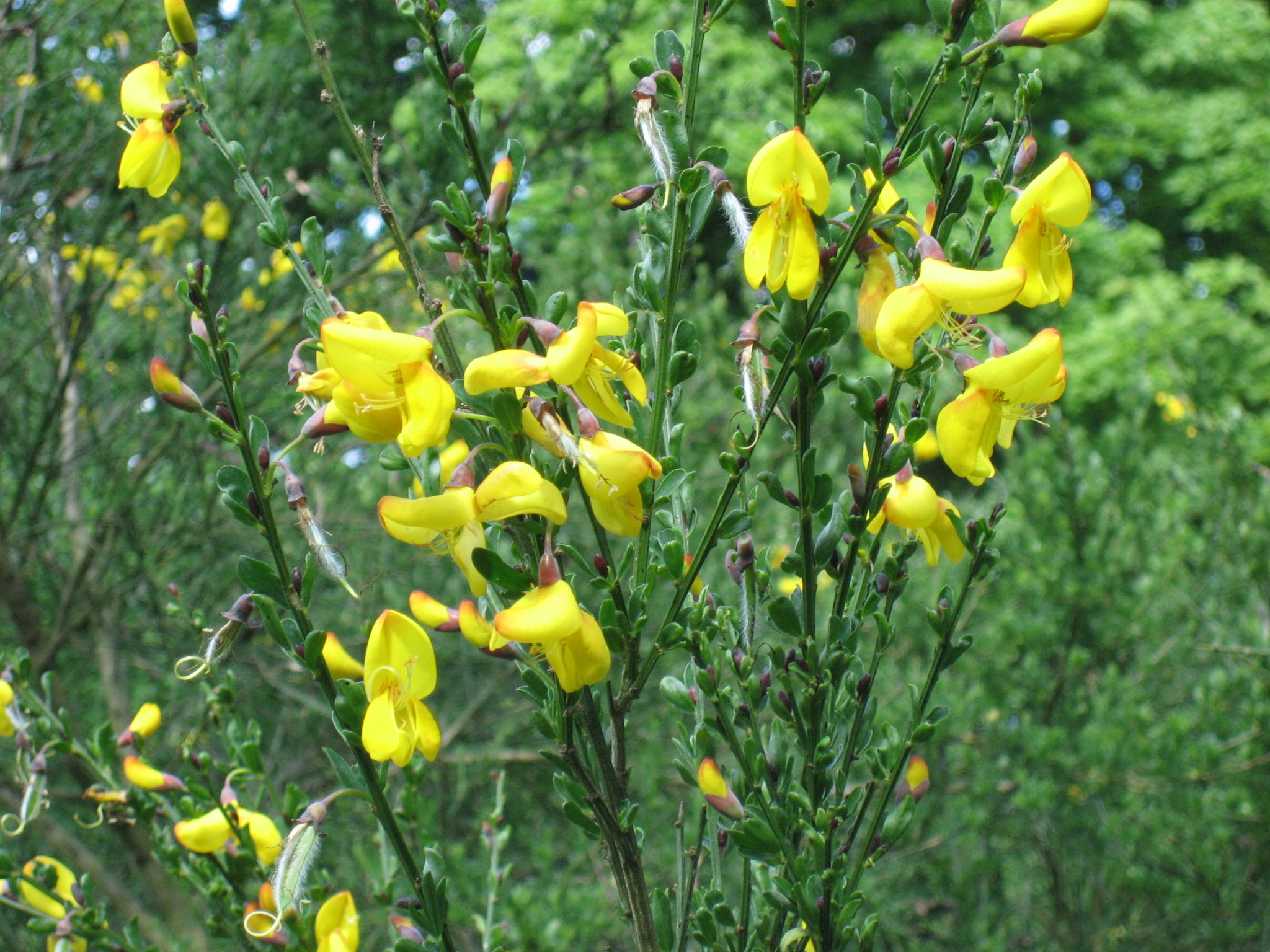
Corol·la papil·lonàcia.
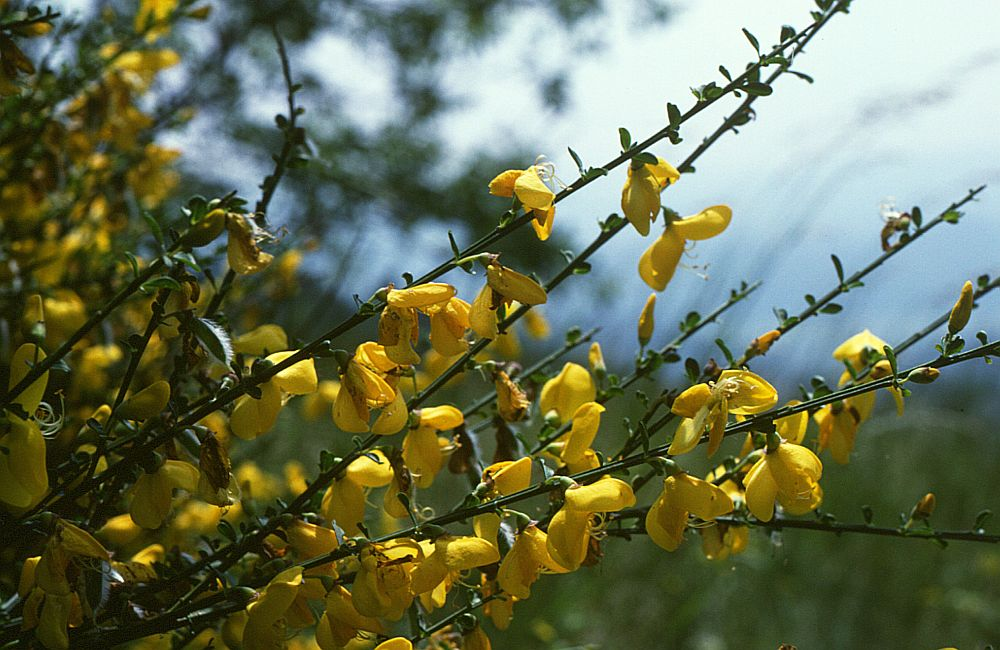
Influorescència de raïm.
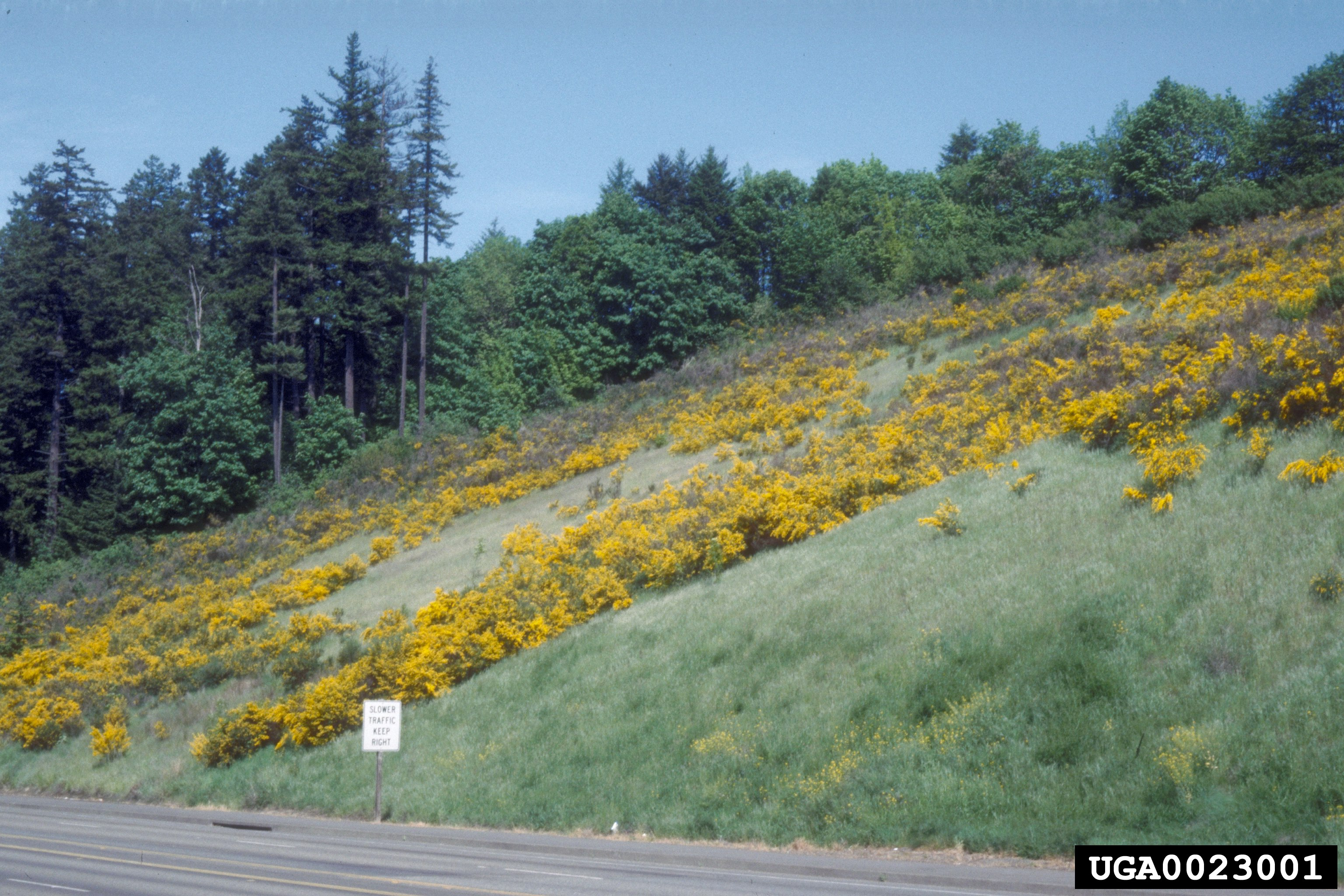
La gódua pot créixer en els marges de carreteres.
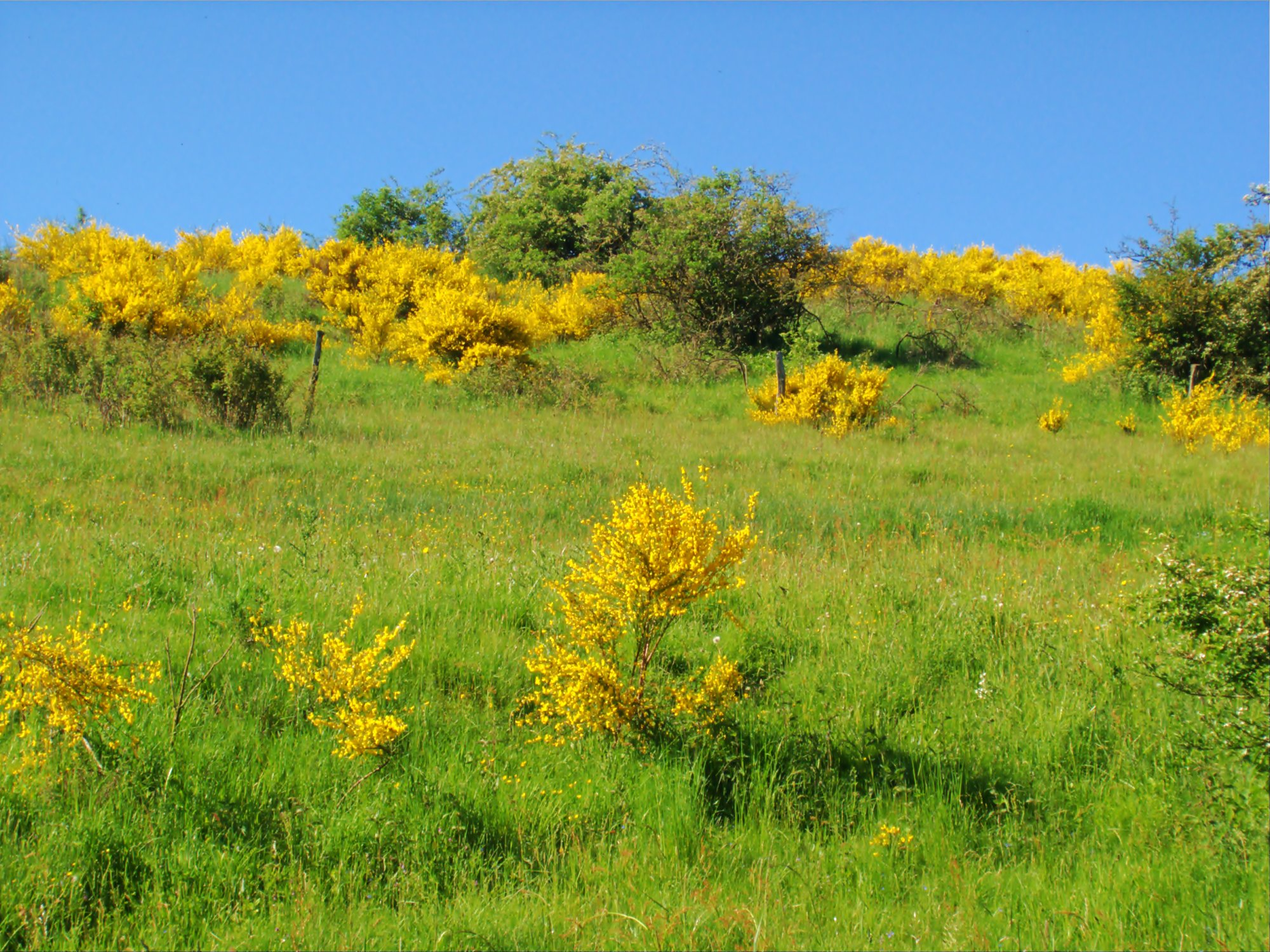
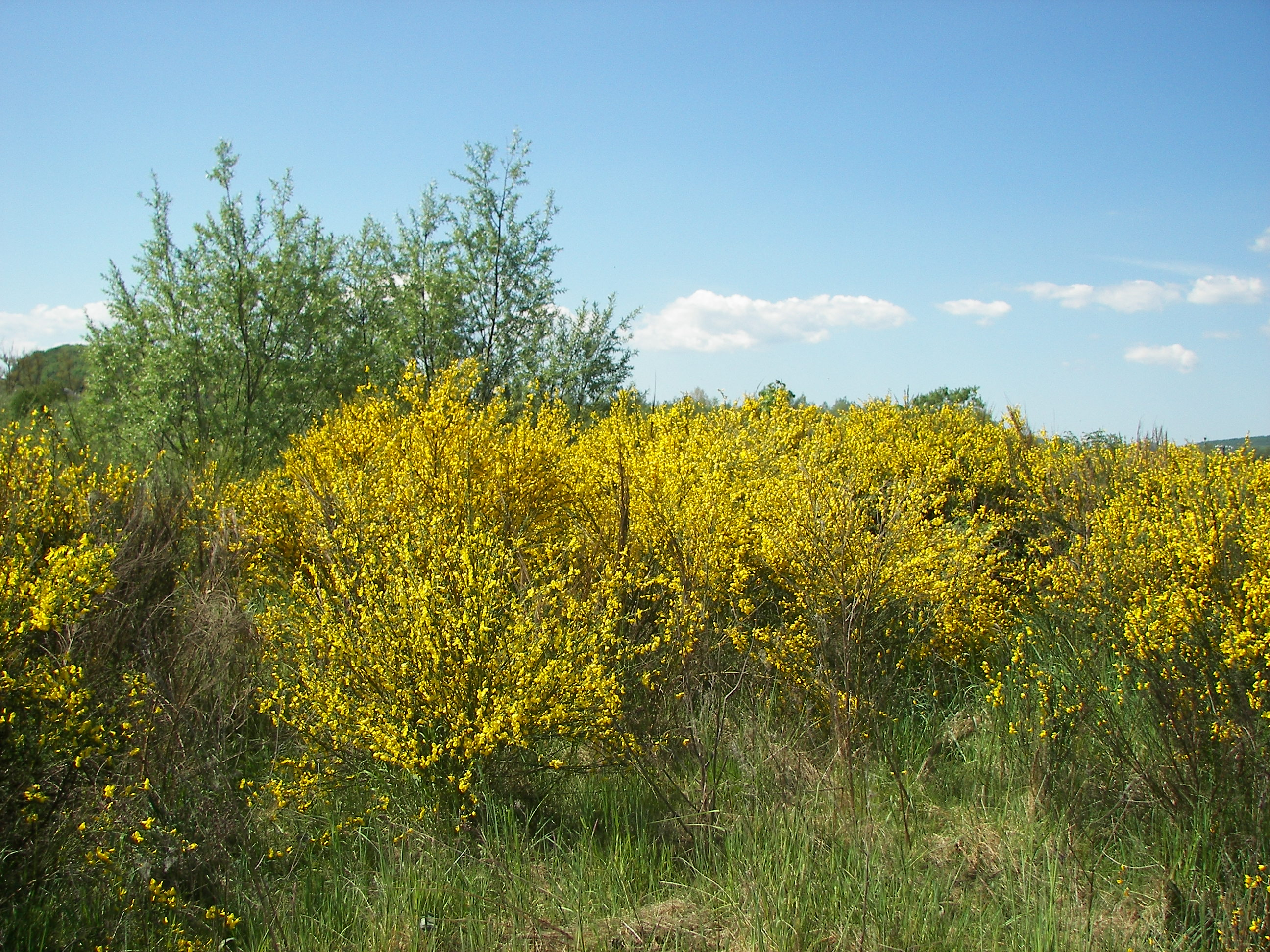
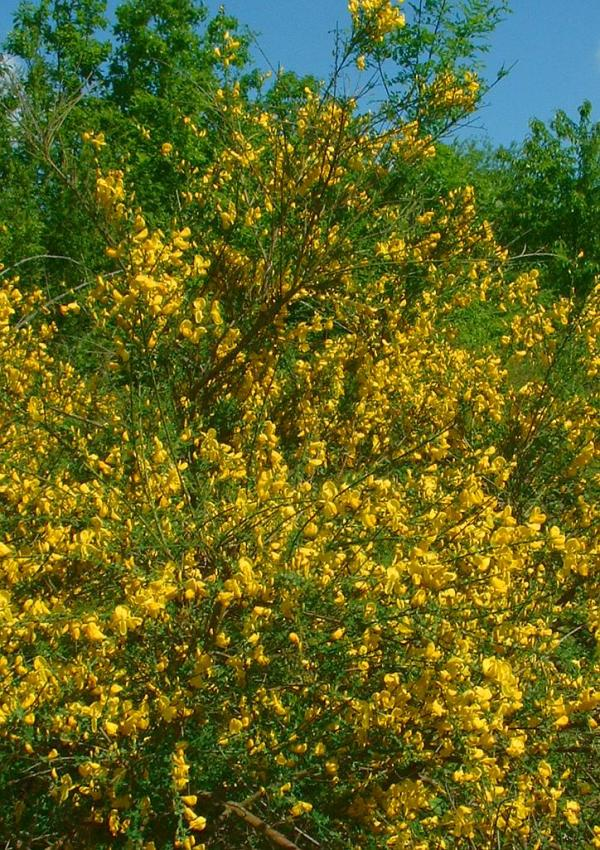
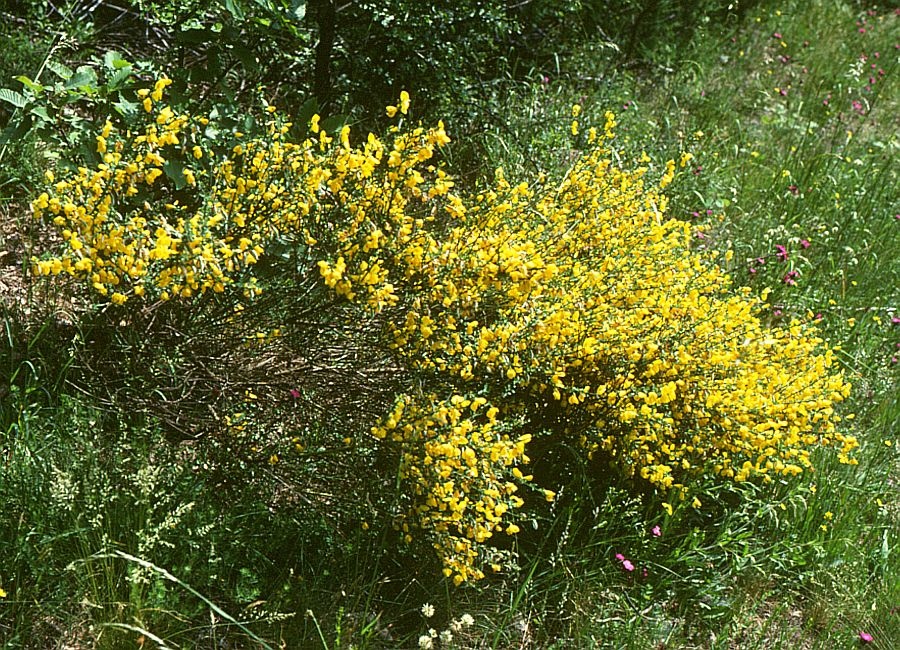